# 山根孝文
山根 孝文（やまね たかふみ、1971年11月4日 - ）は、日本の元アナウンサー。

## 来歴・人物
広島市中区鷹野橋で生まれる。幼いころはテレビのモデルなどをしていた。広島市立千田小学校、広島市立国泰寺中学校（1年次のみ）、広島県瀬戸内高等学校、広島大学経済学部第二部経済学科を卒業。大学時代は書店やデパートのアルバイトをし、そのなかでも広島電鉄の市内電車での車掌のアルバイトでは広島県アルバイト表彰を受賞。テレビ局やラジオ局でもバイトをし、コンサートの楽屋係のときに出演者であったテレサ・テンにメロンをもらったと話している。
学生時代に中国放送ラジオのミッドナイト・デビューのオーディションに合格し、ラジオ番組を担当。ひろしま国体の式典アナウンスも経験した。卒業後は米子のテレビ局を経て、岡山シティエフエムの開局とともに入社。朝のワイド番組、Scramble Eggや桃栗サンデーなどを担当した。退職後は広島に戻り、2004.1より海外在住。

## 出演番組

### 過去
- Scramble Egg（1997.1-）
- 桃栗サンデー（1997.1-）STVラジオの『河村通夫の桃栗サンデー』とは無関係。
- ごきげんモーニング
- Taka-Pのミッドナイトデビュー
- タカフミのなめんじゃないワよ！